# M0NESY
Ілля В'ячеславович Осипов (нар. 1 травня 2005, Орєхово-Зуєво, Росія) — російський кіберспортсмен в Counter-Strike 2, що грає під псевдонімом «m0NESY» Нагороджений медаллю «MVP» (з англ. - «Найцінніший гравець») від HLTV на турнірі Blast Premier World Final 2022 року.
У 2020 році був прийнятий до української кіберспортивної організації NAVI Junior — молодіжного складу Natus Vincere, з якою Ілля зміг досягти призових місць на турнірах серед академій. На початку 2022 року Осипов приєднався до складу великої кіберспортивної організації G2.
З квітня 2025 виступає в організації Falcons з Саудівської Аравії
Зайняв 7-ме місце у списку найкращих гравців року за версією HLTV.

## Кар'єра
Ілля Осипов почав захоплюватися грою в Counter-Strike 1.6 у 6-річному віці, а через три роки перейшов у CS: GO. У десятирічному віці Ілля досяг найвищого рівня (звання) у грі — Global Elite, а до 12 років дійшов до максимального рівня на платформі Faceit.
Ілля розпочав професійну кар'єру в липні 2019 року, вступивши до команди NewBALLS, з якою вийшов до фіналу HardCup. У 2020 році засвітився у складі Ztayhome, здобув перемогу на Dell Gaming Cup #2.

### NAVI Junior
У січні 2020 року Ілля Осипов був прийнятий на випробувальний термін до NAVI Junior.

Після переходу Іллі до нового складу, інсайдер Олексій «OverDrive» Бірюков застеріг молодого гравця від помилок на початку кар'єри.
Зараз у всіх пабліках підвищена увага до m0nesy. Нагадаю, що йому 14 років, це перехідний вік з дитинства у доросле життя, у голові формується загальне сприйняття світу та визначення себе у цьому світі, йде переоцінка цінностей. У цьому віці людина дуже вразлива і легко піддається впливу ззовні. Я це до того, що він може спіймати зірковість і вирішити, що він уже гравець, який вже відбувся, і можна вже не так паритися, а це веде до сумних наслідків у плані кар'єри. Йому треба розуміти, що поки він новнейм, талановитий, але новнейм, який ще має всім доводити, що він чогось вартий!«
Тренер NAVI Junior Аміран „Ami“ Рехвіашвілі зазначив, що поки що m0NESY не зможе виступати на турнірах через вікові обмеження, але організація працюватиме над удосконаленням його навичок і надасть йому потрібні знання.
Ми давно стежили за Іллею і дуже раді, що він приєднався до NAVI. У 14-річному віці він має якості, які дозволять йому стати чемпіоном: його почуття гри та цілеспрямованість вражають. Через вікові обмеження зараз він не зможе виступати на турнірах, але дуже важливо, щоб він уже отримував потрібні та правильні знання. Впевнений, що тренування із NAVI. Junior допоможуть йому розкрити свій потенціал».
Наприкінці 2020 року разом із колективом Ілля Осипов пробився до півфіналу European Development Championship Season 1.
З 19 липня по 8 серпня 2021 року в Києві проходив турнір WePlay Academy League Season 1, у якому NAVI Junior посіли 5-те місце, не потрапивши до плей-офф стадії. У другому сезоні турніру NAVI Junior також взяли участь і посіли третє місце, зустрівшись у фіналі з MOUZ NXT. Пізніше NAVI Junior зайняли друге місце на турнірі WePlay Academy League Season 2 Finals, заробивши 20 000 $ призових.

### G2 Esports
На початку 2022 року Осипов приєднався до складу G2, замінивши Франсуа «AMANEK» Делоне. Першим великим турніром для нового складу став IEM Katowice 2022, де команда в плей-офф обіграла Virtus.pro і найсильніших на той момент Natus Vincere, але у фіналі поступилася колективу FaZe Clan.
Ілля був номінований на перемогу в рейтингу 30 найперспективніших росіян до 30 років за версією Forbes у 2022 році у категорії «Спорт та кіберспорт».
Ілля з командою виграли турнір Blast Premier World Final 2022.
Зайняв 7-ме місце у списку найкращих гравців 2022 року, а також був названий «новачком року» за версією порталу HLTV.org.
У 2023 році Ілля з командою здобув перемогу на двох турнірах серії Intel Extreme Masters: Katowice та Cologne. Завдяки перемозі на IEM Cologne 2023 (заробив ще $80 тис.) професійний гравець увійшов до топ-10 найбагатших російських кіберспортсменів, обігнавши екс-учасника Natus Vincere Дениса seized Костіна. В активі m0NESY тепер $376 тис..

## Досягнення
| Місце | Турнір                          | Місце проведення | дата проведення      | Призові (дол.) | прим. |
| 2022  | 2022                            | 2022             | 2022                 | 2022           | 2022  |
| ----- | ------------------------------- | ---------------- | -------------------- | -------------- | ----- |
| 2     | IEM Katowice 2022               | Катовіце         | 17 — 27 лютого       | 180 000        |       |
| 3-4   | BLAST Premier Spring Final 2022 | Лісабон          | 15 — 19 червня       | 40 000         |       |
| 3-4   | ESL Pro League Season 16        | Мальта           | 31 серпня — 2 жовтня | 60 000         |       |
| 1     | Blast Premier World Final 2022  | Абу Дабі         | 14 — 18 грудня       | 500 000        |       |
| 2023  |                                 |                  |                      |                |       |
| 1     | IEM Katowice 2023               | Катовіце         | 4 — 12 лютого        | 400 000        |       |
| 1     | MAJOR SHANHAI                   | JAPAN            | 13-15 грудня         | 1200000        |       |
| 1     | BLAST Paris Major 2023          | Париж            | 8 — 21 травня        | 20 000         |       |
| 1     | IEM Cologne 2023                | Кельн            | 29 липня — 6 серпня  | 400 000        | [8]   |

У таблиці зазначені зміни позиції у рейтингу 20 найкращих кіберспортсменів року за версією порталу HLTV.org.
| Рік  | Позиція | Прим.  |
| ---- | ------- | ------ |
| 2022 | 7       | [ 16 ] |